# Висоцк
Висоцк (рус. Высоцк; фин. Uuras), до 1948. Тронгсунд (рус. Тронгзунд; швед. Trångsund) град је на северозападу европског дела Руске Федерације. Налази се у северозападном делу Лењинградске области, на подручју Виборшког рејона.
Према проценама националне статистичке службе за 2015. у граду је живело 1.152 становника, што Висоцк ставља на претпоследње место међу службеним градовима у Русији по броју становника. Мањи је само град Чекалин у Тулској области који је према попису из 2010. имао свега 994 становника.

## Географија
Град Висоцк смештен је на маленом острву у централном делу Виборшког залива, на око 30 километара јужније од административног центра рејона, града Виборга. Налази се на око 160 километара северозападно од Санкт Петербурга.
Виборг је важан лучки центар, и један је од најважнијих лучких центара за извоз производа из унутрашњости Финске који се у луку допремају преко Сајменског канала. У граду се од 2004. године налази база руске Балтичке флоте, те велики нафтни терминал.

## Историја
Као званична година оснивања данашњег града Висоцка води се 1532, година у којој се ово насеље по први пут помиње у писаним изворима.
Након што је Русија 1710. током трајања Великог северног рата од Швеђана успела да заузме град Виборг, стратешки значај целог Виборшког залива је нагло порастао. По наредби императора Петра Великог дуж Тронгсундског пролаза саграђена су бројна мања утврђења (од шведских речи trång — «узак», sund — «пролаз») која су омогућавала ефикаснију контролу пловног саобраћаја кроз пролаз који је уједно био и једини пловни канал преко ког су бродови из Виборга имали приступ отвореном мору. Цело подручје око Виборшког залива је на послетку, по окончању Северног рата 1721. године потпало под власт Русије.
Након што је 1856. прокопан, и у саобраћај пуштен Сајменски канал чијом градњом је источним деловима Финске и Сајменског појезерја омогућен директан приступ мору. Височко острво поново добија на значају, а тврђава Тронгзунд грађена у периоду 1864—1867. омогућила је директну контролу саобраћаја кроз залив .
У периоду између 1918. и 1940. цело подручје Карелијске превлаке, па самим тим и Висоцк, налазили су се у саставу независне државе Финске и тада је насеље добило фински назив Урас (фин. Uuras. Током финске владавине започели су први радови на продубљивању Тронгсундског пролаза, саграђена је железница којом је острво повезано са копном, те мања лука. По окончању Зимског рата, а сходно одредбама Московског мира потписаног 12. марта 1940. године, цело то подручје је поново враћено у састав, овај пут Совјетске државе (односно њеног субјекта Карело-Финске ССР). Непуну годину дана касније финска војска поново улази на то подручје и одржава своје присуство све до јуна 1944. када су трупе совјетске Црвене армије коначно заузеле подручје Карелијске превлаке. У новембру исте године цела Карелијска превлака је административно организована као део Лењинградске области.
Током 1948. извршена је масовна русификација топонима на подручјима која су одузета од Финске. Тако је некадашња финска варошица Урас прво добила име Петроостров (Петрово острво), у знак сећања на Петра Великог који је то подручје одузео Швеђанима. Свега пар месеци касније одлучено је да ново насеље понесе име по хероју Совјетског Савеза Кузми Висоцком (1911–1940) који је страдао на том подручју у борбама са финским трупама 4. марта 1940. године.
Пионир радио-технике Александар Попов је у два наврата, током 1897. и 1902. на подручју Висоцка обављао експерименте на пољу бежичне телеграфије.

## Демографија
Према подацима са пописа становништва 2010. у граду је живело 1.244 становника, док је према проценама националне статистичке службе за 2015. град имао 1.152 становника.
| 1939. | 1959. | 1970. | 1979. | 1989. | 2002. | 2010. | 2015. |
| ----- | ----- | ----- | ----- | ----- | ----- | ----- | ----- |
| ---   | 1,345 | 1,318 | 856   | 929   | 1,673 | 1,244 | 1,152 |

Према процени националне статистичке службе, Висоцк је у јануару 2014. био на 1.099. месту међу 1.100 званичних градова Руске Федерације (гледано по броју становника). Мањи је био само град Чекалин у Тулској области са 964 становника.